# Слов'яносербія

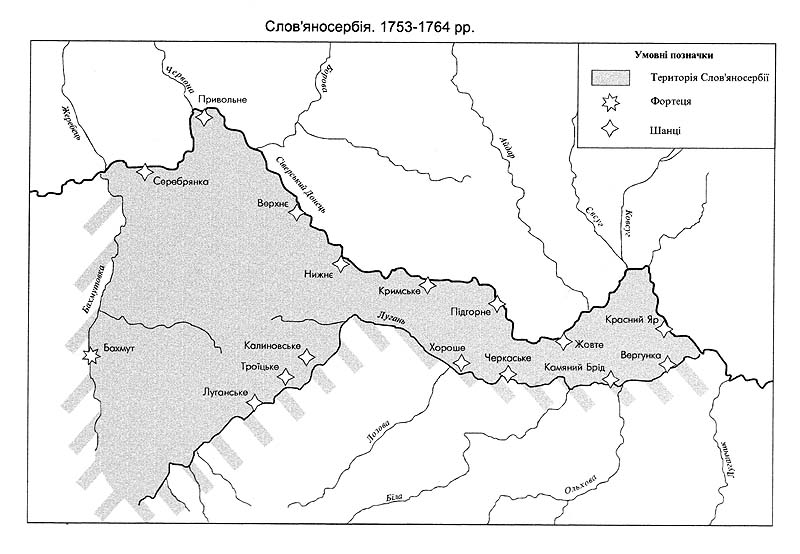
Мапа Слов'яносербії

Слов'яносе́рбія — адміністративно-територіальна військова одиниця, утворена російським урядом 1753 на південь від річки Сіверського Дінця між її притоками Бахмуткою і Луганкою. Ліквідована 1764 р. На сході межувала з Землею Війська Донського, на заході — з Військом Запорізьким Низовим, на півночі — з Слобожанщиною, на півдні — з володіннями Кримського ханства.

## Історія

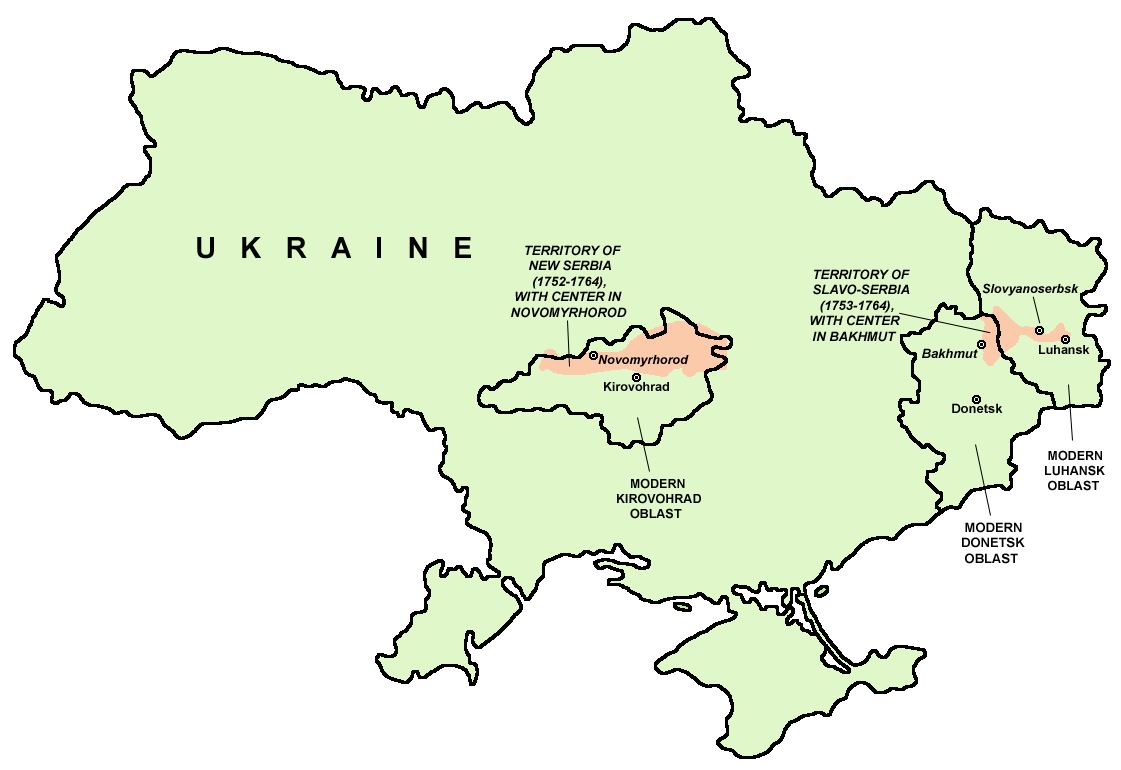
Приблизне розташування Нової Сербії та Слов'яносербії відносно сучасних Кіровоградської, Донецької та Луганської областей

Історія заселення Слов'яносербщини пов'язана з появою в XVI столітті на території між річками Луганню та Сіверським Дінцем сторожевих постів запорізького козацтва. Перша згадка про існування такого поста у Підгорному (теперішній Слов'яносербськ) сягає 1740 року. Інтенсивне заселення цього краю припадає на 50-60 роки XVIII століття. Сюди, на ще не займані плугом родючі землі, перебралися з дозволу російського уряду серби, а також болгари, молдовани і поляки, з яких сербські полковники Йован Шевич та Райко Прерадович формували піші й кінні полки. Ці з'єднання мали охороняти південні кордони російської держави від наскоків турків і татар.
Територія між Луганню і Сіверським Дінцем почала називатися Слов'яносербією. Слідом за військовими поселеннями в Слов'яносербію почали переселятися селяни з Харківської, Чернігівської, Курської і Смоленської губерній, а також торгові люди з різних країв Росії, яких вабили пільгові умови торгівлі.
Як у Новій Сербії, в Слов'яносербії поселено сербів з Угорського королівства (також болгар, волохів, греків й інших православних з Османської імперії) для охорони від татар і турків та колонізації рідко заселених просторів лояльними російському уряду підданими і застереження заселення цих земель українцями з Гетьманщини, що межувала на заході із Слов'яносербією.
Колоністи-іноземці отримували в довічне володіння землю, жалування (від 32 рублів рядовому до 836 рублів на рік полковнику), допомогу на облаштування, пенсію, пільги щодо промислів і торгівлі. Труднощі освоєння наданих земель посилювалися російським бюрократизмом, користолюбством офіцерів, незвичними умовами служби та господарювання, конфліктами з місцевим населенням, небажанням колоністів виконувати завдання, покладені на них урядом.
Бахмутський гусарський полк був сформований у 1764 році 11 липня об'єднанням двох іррегулярних гусарських полків Райко Прерадовича та Йована Шевича.(Розформований 24 грудня 1776 року і використаний для створення нових гусарських полків.)
Серби були організовані на військовий лад, мали деяку автономію і являли собою два полки під проводом Райко Прерадовича й Йована Шевича (1 300 вояків), які відбували службу на Українській лінії.
- Адміністративним центром Слов'яносербії було місто Бахмут.
- Між військовими поселенцями і місцевим українським населенням та сусіднім Запоріжжям виникали постійні конфлікти.
- 1764 російський уряд ліквідував Слов'яносербію і включив її разом з Українською лінією до складу Катерининської провінції Новоросійської губернії. Українські козаки, окрім слобожан, поповнювали полки від указу 1733 року, часів першої «сербської» формації[2], іноземних колоністів було замало для комплектування полків та заселення краю. У 1754 р. слов'яносербські гусари налічували 549 осіб (некомплект — 73 %), 1764—1264 (70 %).

Склад полків був поліетнічним, сербськими вони були суто номінально (1757 серби складали 49 %, їх питома вага зменшувалася). Командування під «слов'яносербами» мало на увазі сербів, молдован, македонців, боснійців, болгар, угорців. Українців записували «слов'янами».
С. сприяла подальшому заселенню й освоєнню краю. У 1763 р. населення С. сягало 10 тис. осіб, у тому числі іноземців — 3992 (38,7 %), із них — лише 3,7 % сербів. Більшість становили українці, між колоністами та місцевим населенням виникали конфлікти.
З 1753 до 1764 року Слов'яносербія існувала як автономна одиниця з центром в місті Бахмут і підпорядковувалась Сенату і Російській Військовій Колегії. У зв'язку з реорганізацією сербських військових полків в 1764 році Слов'яносербія увійшла до складу Катерининської провінції Новоросійської губернії, а з 1802 року — в Катеринославську губернію.
У 1783 р. всі іррегулярні полки легкої кавалерії (гусари, пікінери) були перетворені на легко-кінні регулярні, особлива соціально-правова структура військово-поселенців була ліквідована. Потреба в існуванні мережі укріплень зникла. С. відіграла помітну роль у створенні російської легкої гусарської кавалерії, що стало наслідком синтезу європейських (їх носіями були серби-офіцери) і козацьких (використання досвіду, залучення до служби козаків) традицій. Надалі гусарські полки російської армії комплектувалися переважно в Україні нащадками козаків. Офіцери слов'яносербських полків здебільшого продовжили службу, стали заможними землевласниками (Шевичі, Прерадовичі, Штеричі, Войновичі) та влились у стан дворянства. Основна маса рядових і унтер-офіцерів перетворилася на одну з категорій державних селян (хоча в документах їх ще деякий час іменували військовими поселенцями).
У 1784 році селище Підгірне, переведене до категорії міст і перейменоване в м. Донецьке (не плутати з сучасним Донецьком, який тоді називався Олександрівка), стає центром Донецького повіту.
У 1882 році рішенням Кабінету Міністрів Російської імперії центр повіту із Слов'яносербська переведено до Луганська, територія повіту розширюється, та назва його залишається до 1919 року.
Слов'яносербський район було створено в 1919 році. В сучасних межах Слов'яносербський район Луганської області існує з грудня 1966 року згідно з Указом Президії Верховної Ради Української РСР.
З 2014 р. територія колишньої Слов'яносербії під час російської збройної агресії частково захоплена окупантами.

## Роти
Спочатку Йован Шевич вивів з-за кордону 210 чоловік, а Райко Прерадович — 27. Потім команди поповнювалися частково зі старих гусарських полків, а так само великою мірою за рахунок вербування українців. Проте, обіцяного числа людей вони так і не зуміли набрати. 1763 року в полку Шевича налічувалося 516 чоловік, в полку Прерадовича — 426. Крім того, в обох полках були жінки і діти — всього 517 чоловік.
Спочатку полки мали по 10 рот з власною нумерацією. Поселилися вони у деяких запорозьких зимівниках, що вже існували, та поселеннях понад річками.
Розташування рот, нумерація вказана після їх об'єднання у Бахмутський гусарський полк:

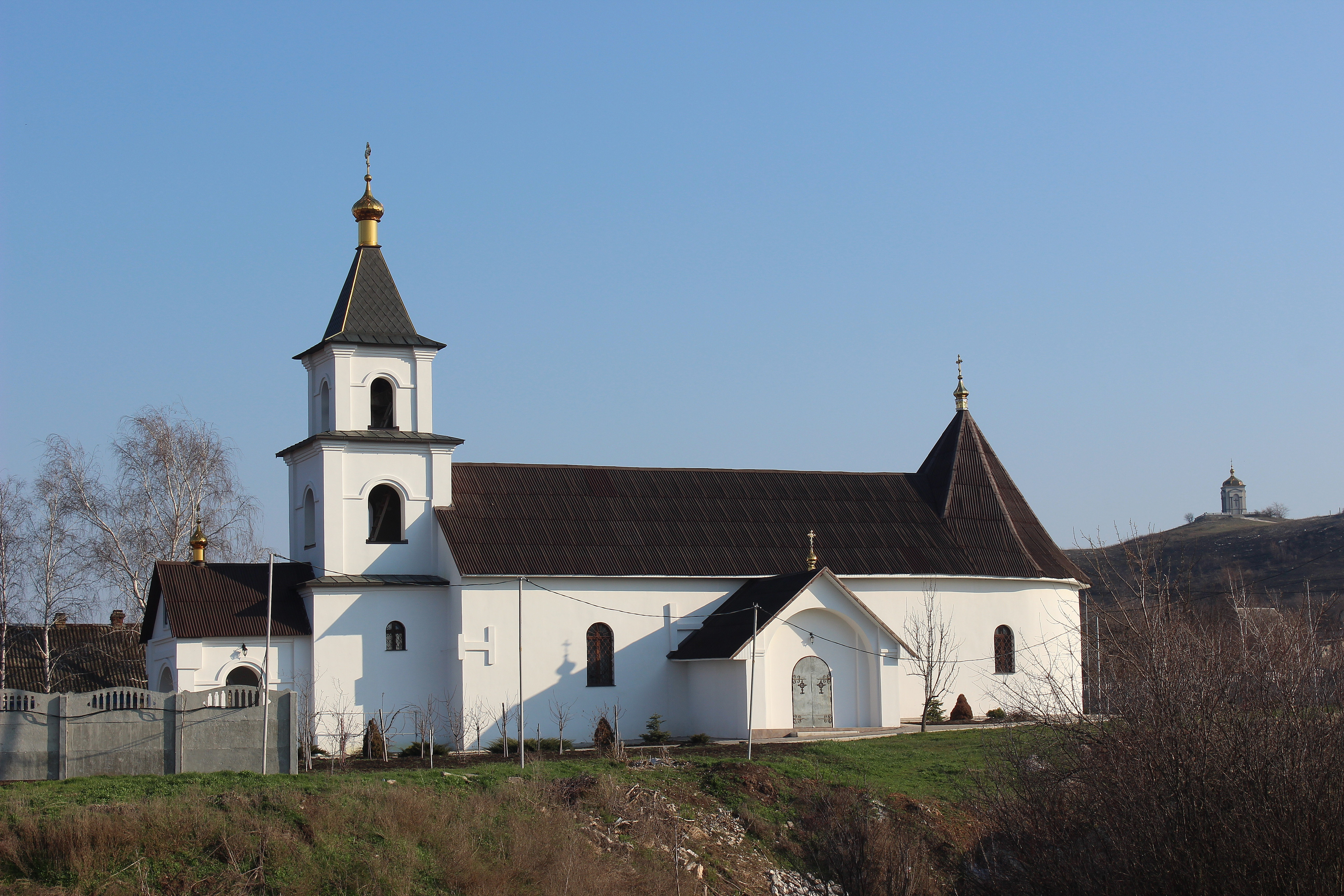
Храм у Серебрянці (1 рота)

- 1 рота — Серебрянка
- 2 рота — Вергунка (Луганськ)
- 3 рота — Верхнє (Лисичанськ)
- 4 рота — Красний Яр (Луганськ)
- 5 рота — Привілля
- 6 рота — Кримське
- 7 рота — Нижнє
- 8 рота — Підгірне (Донецьк, Слов'яносербськ)
- 9 рота — Жовте (Жовтий Яр)
- 10 рота — Кам'яний Брід (Луганськ)
- 11 рота — Черкаське (Зимогір'я)
- 12 рота — Хороше
- 13 рота — Калинове
- 14 рота — Троїцьке
- 15 рота — Луганське
- 16 рота — з Комишувахи перейшла в Луганське.

Місця розташування трьох рот стали маєтками поміщиків:
 Біла Гора, Пришиб, Раївка

## ЗаписиЙоганна Гюльденштедта
| Нижче за течією Дінця, тільки один, а саме шанець Красноярський в 5 верстах від гирла Лугані. Вище шанца Жолтоярского розташовані на Дінці ще 6; так на всім Дінці 8 Рот. У Желтоярском шанці тільки 80 будинків, але раніше оглянутий Кам'янобрідський мав 127 будинків, можна вважати в середньому 100 будинків в кожному шанці, тільки перший на Дінці шанець Серебрянський (Serebrjanskoi) як виняток має 300 будинків. Майже в кожній роті церква. Між шанцями розташовані різні приватні слободи і хутори офіцерів полку, які відображені в рапорті Штерича. До 1753 ця область, на якій тепер гусарські роти і приватні слободи, між іншим, була мало заселена. 1751 року, звільнившись від імператорської королівської служби генерали де Прерадович, Йован Шевич і Хорват c частиною населення виїхали до Києва. До цього, в області Тімішоара і Угорщини, вони командували на турецькому кордоні, сербськими гусарами в шанцях і укріплених містечках. Угорці зажадали від уряду надати цю країну, яку займали серби, собі. Уряд з цим погодилося. Серби вважають, що це було образливим, тому що вони звільняли цю країну від турків. Вони попросили і отримали дозвіл покинути імперію. І їхні лідери зі своїми сім'ями та іншими офіцерами повели 100 сербських гусарських сімей до Києва. Тут вони стояли майже два роки, знімаючи квартири, чекаючи указу. Генерал Хорват, як вже було сказано раніше, зі своїми переселенцями вибрав область між Дніпром і Бугом на польському кордоні, по Тасмін, Висі та Синюсі під назвами: Нова Сербія. Генерали де Прерадович і Шевич, на правій стороні Дінця, від гирла річки Бахмут, до гирла річки Луганчик включаючи річку Лугань з усіма її притоками, між кордонів запорізьких і донських козаків, під ім'ям: Слов'яно-Сербія. Генералу де Прерадович, для 10 рот, дісталися кращі землі у верхів'ї Лугані і Дінця, а генералу Шевич нижні землі, що лежать на Донець, Лугань та Луганчика, остання служила кордоном донських козаків, також для 10 рот. У першій половині залишалася земля призначена для фортеці Бахмут, а в другій половині слід вибрати місце біля витоків Міуса, Луганчика і Ольховий для фортеці меншого розміру. Восени 1755 року, генерали прийшли зі своїми людьми в цю область і зуміли пережити жорстоку зиму і з початком весни 1756 для 20 рот стали будувати слободи з широкими і рівними вулицями. До перших поселенців поступово доповнювалися жителями з Угорщини та Сербії. Але більш за все з Малоросії, для заселення приватних офіцерських слобід. Ці 20 рот проіснували 10 років. Коли в 1764 році була створена Новоросійська губернія, значні зміни відбулися в Слов'яно-Сербії та Ново-Сербії, вони були упразнени. Колишня Нова-Сербія стала Єлисаветградської провінцією Новоросійської губернії; а Слов'яно-Сербія частиною Бахмутського городового повіту Катерининської провінції тієї ж губернії. З 20 своїх рот, без чотирьох, був створений Бахмутський гусарський полк, Додатково в Бахмуті розквартирувалися 16 рот кірасирського Самарського гусарського полку, створеного шляхом злиття кілька років тому Молдавського і Македонського польових гусарських полків. Останній був створений тільки тисячу сімсот п'ятьдесят шість з чорногорців, які прийшли з митрополитом Петрович в Нову-Сербію, і які були переселені в містечка Омельник (Amelnik) і Манжелеевку (Manscheleevka) на квартири, в 1757 році, але вже під час прусської війни. Таким чином, Бахмутський гусарський полк був значно посилений. Ще полк отримав збільшення за рахунок 100 молдавський сімей виведених майором Штерича під час війни і розселення по ротах. До створення Новоросійської губернії, місто Бахмут ставився до Воронезької губернії, в повіті проживало багато малоросіян, з яких і був створений Бахмутський козацький полк. 1764 року він став називатися Луганський пікінерний полк, роти якого розташувалися по річках: Бахмут, Торець, Булавін Колодязь і Кринка. Безумовно, ці території, заслуговують доброго заселення через теплого клімату, родючого ґрунту, джерельних джерел і твердої деревини. Також для фортечного будівництва ґрунт тут як і за новою Дніпровської і старої Української лінії зручна, якщо не явно солона. Потрібна обережність і насіння певних видів трав мають сланкі коріння, яких в природних умовах ніде в цих областях немає, для поширення на валах і ровах, щоб швидко отримати хороший газон в цьому глинистої землі. Тільки таким чином, можна закріпити землю на валах і ровах. Можливе використання пирію або пирій повзучій вельми вишуканого, щоб закріпити земляні вали і щоб покрити їх з травою. Цим умовам відповідає і мітлиця повзуча. | Переклад : М.Ломако
D. Iohann Anton Güldenstädt

Rußisch-Kayserl. Akademikers und Profeßors der Naturgeschichte auch der Churfurstl. Maynzischen und der Berliner Naturforschenden, wie auch der St. Petersburgischen ökonomischen Gesellschaft Mitgliedes Reisen durch Rußland und im Caucasischen Geburge.
Auf Befehl der Rußisch-Kayserlichen Akademie der Wissenschaften herausgegeben von

P. S. Pallas Z w y t e r T h e i l

St.Petersburg

Bey der Kayserlichen Akademie der Wissenschaften

1791, с. 270—272

## Матеріальні залишки (Світлини)

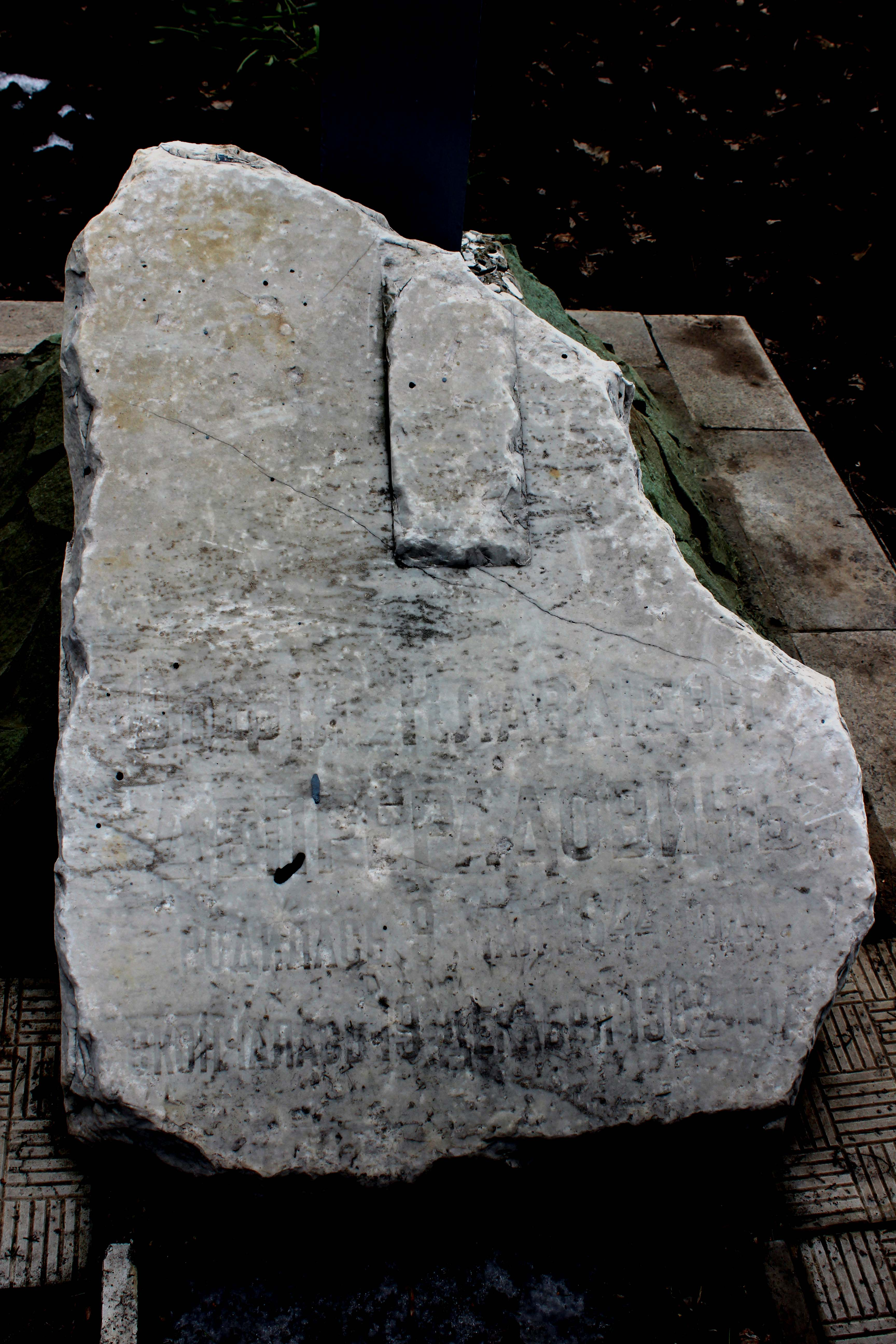
Плита з могили Софії Клавдіївни Депрерадович, Комишуваха
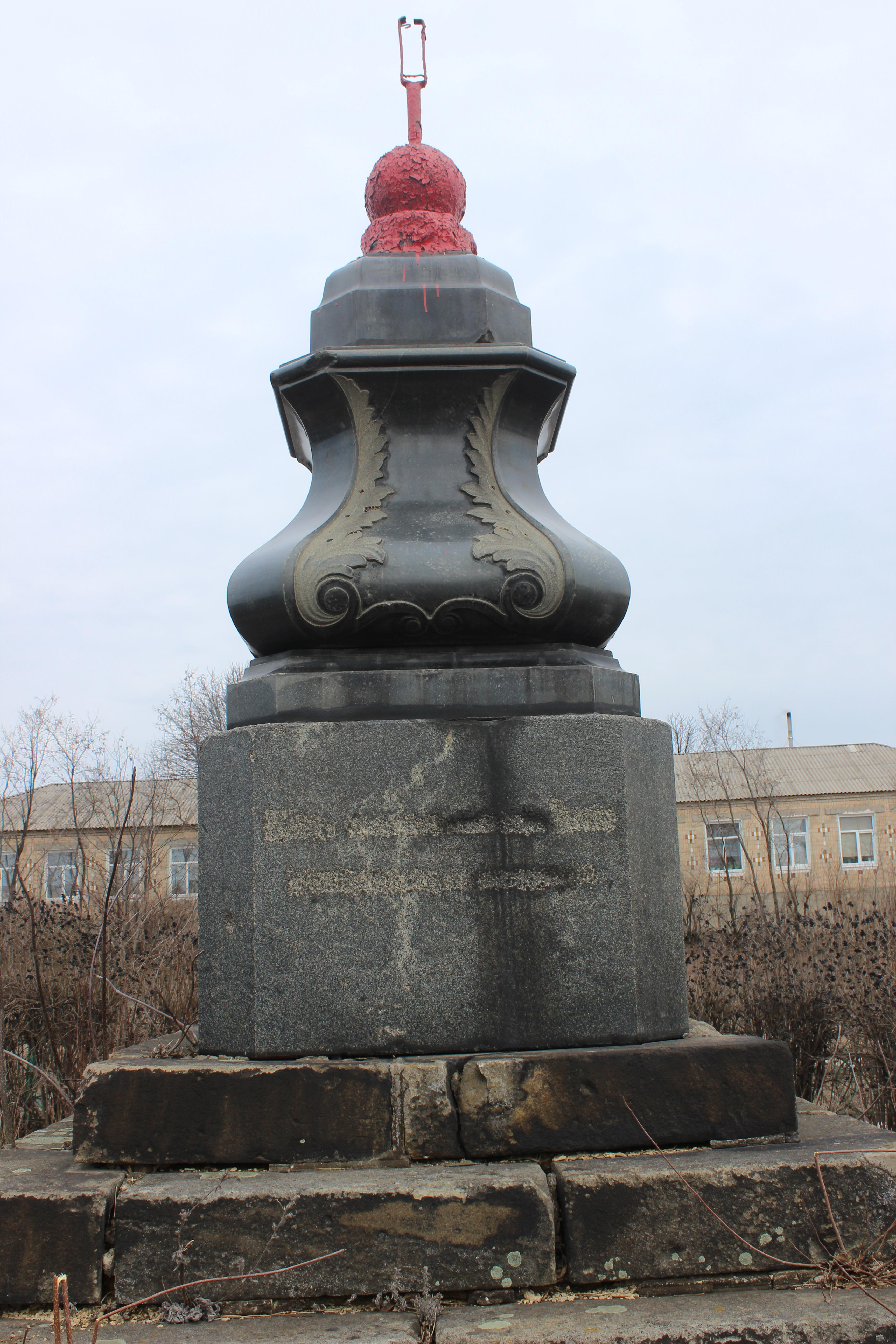
Могила Депрерадовича, Комишуваха
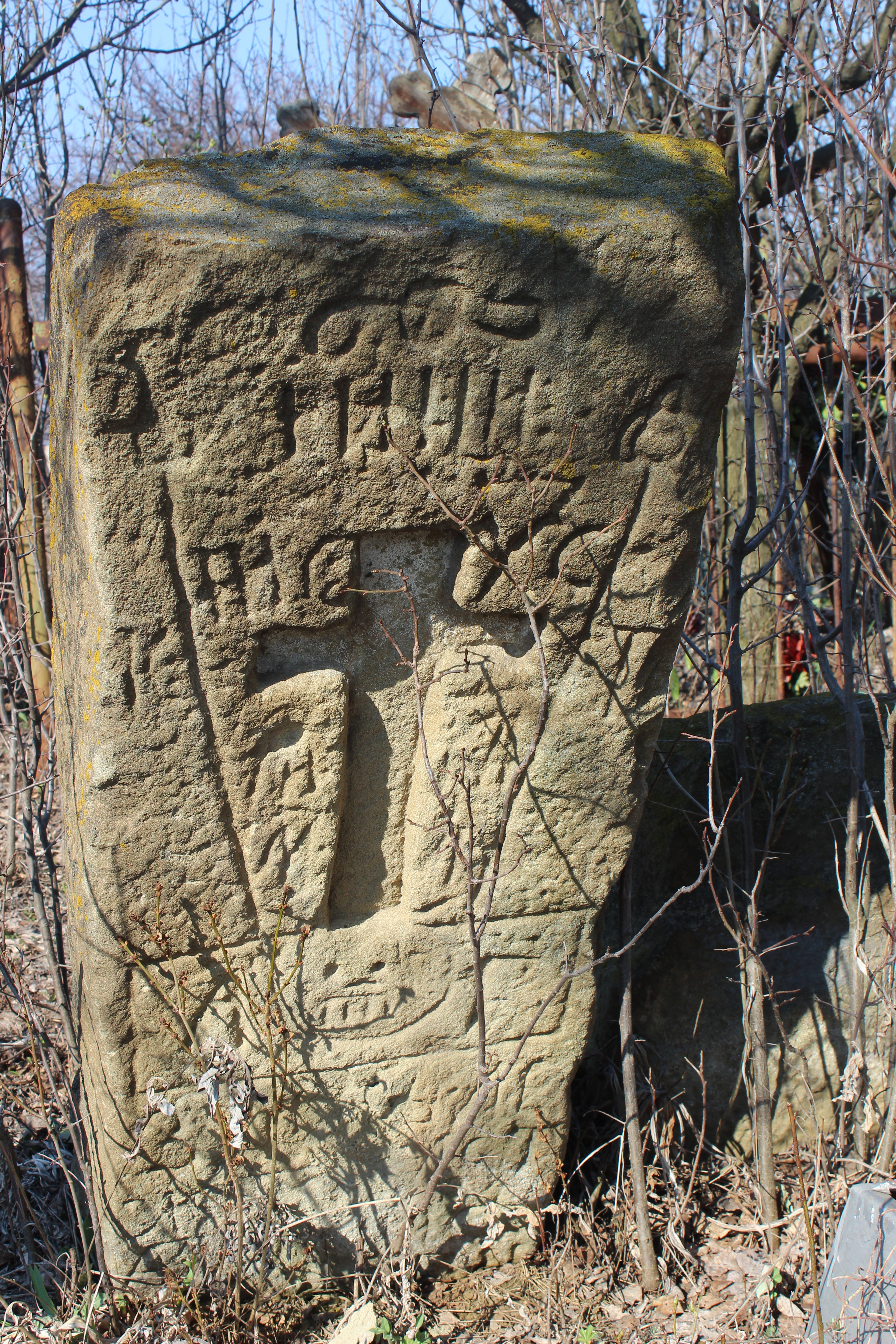
Сербська могила, Серебрянка
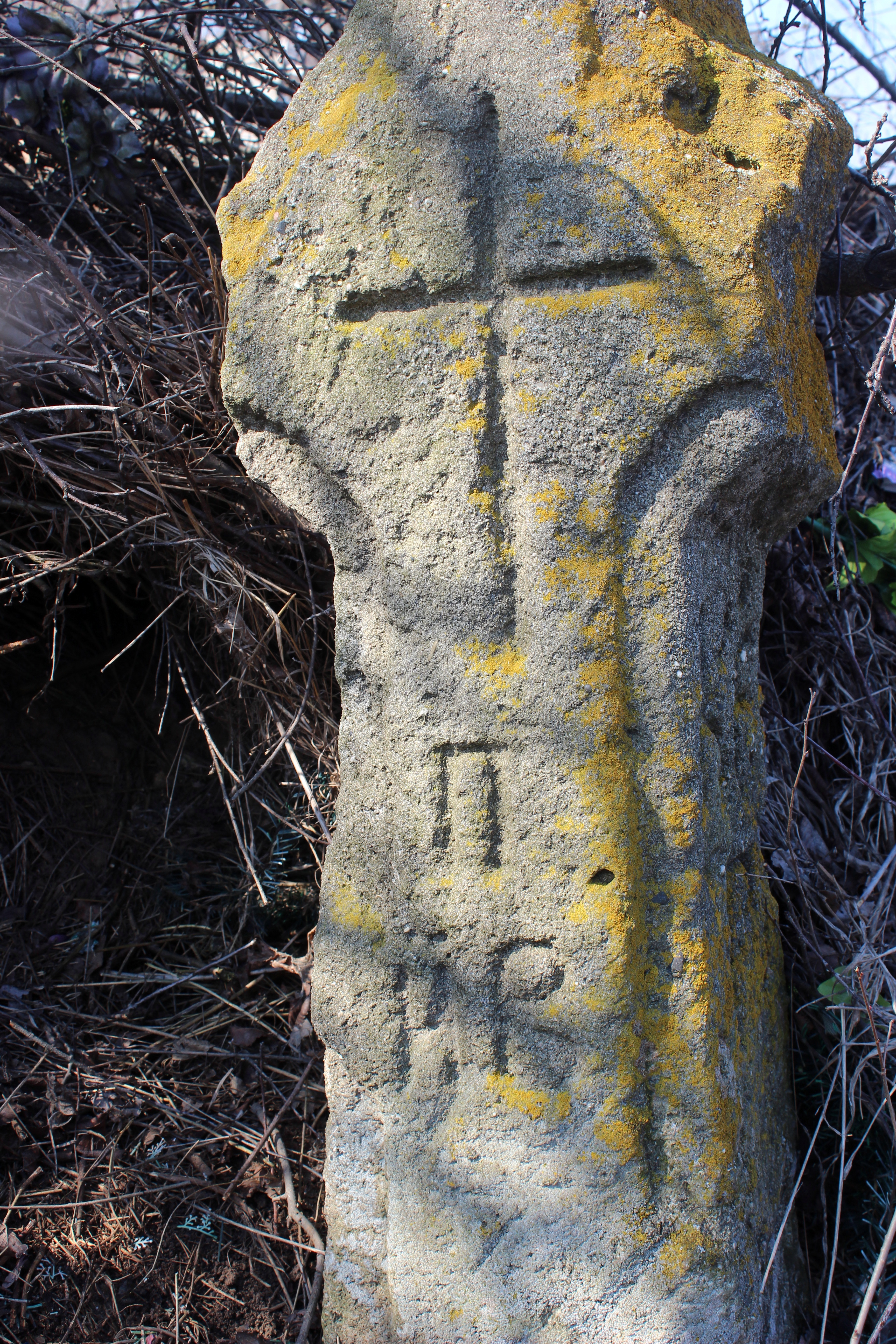
Сербська могила, Серебрянка
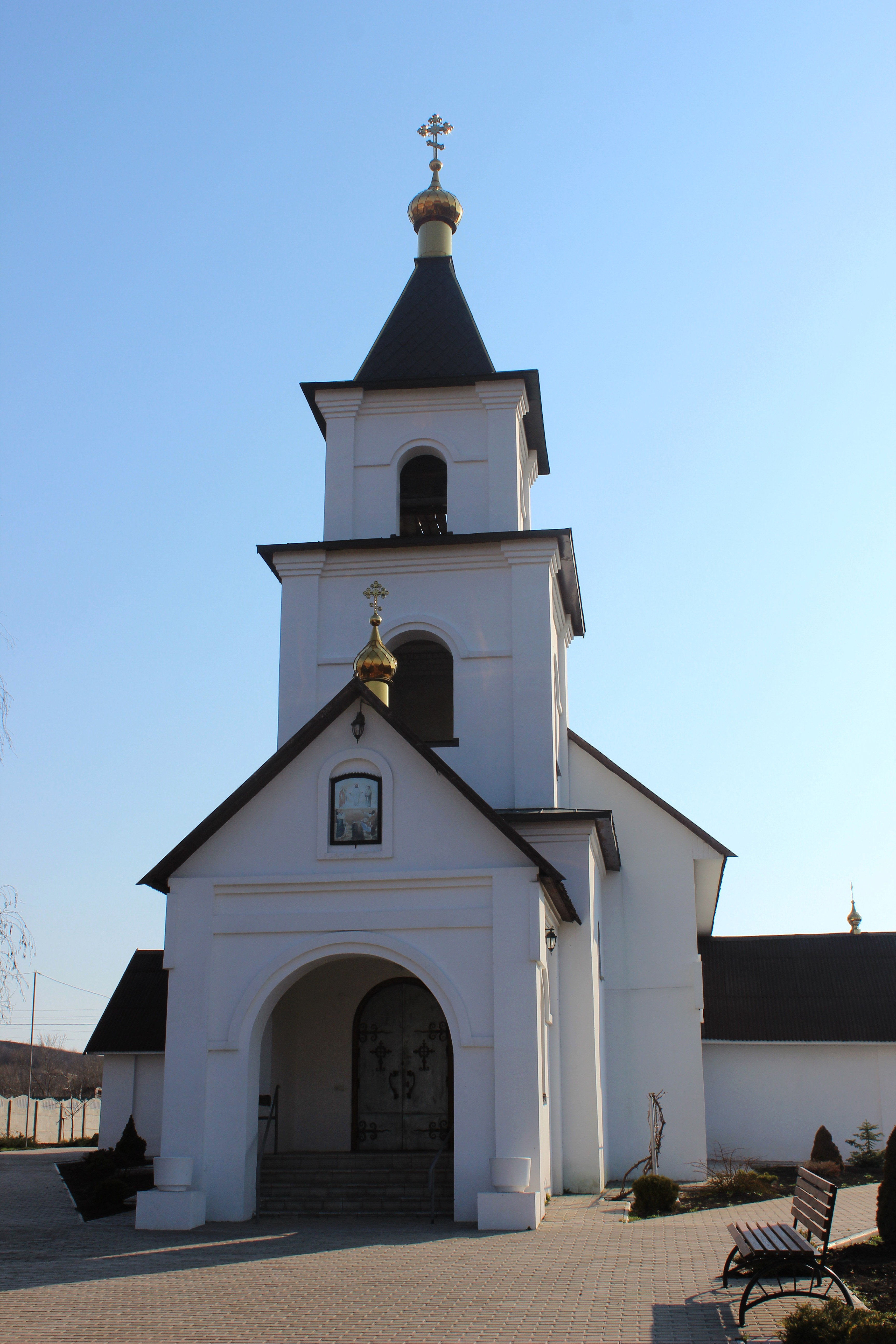
Сербський храм, Серебрянка

## Посилання

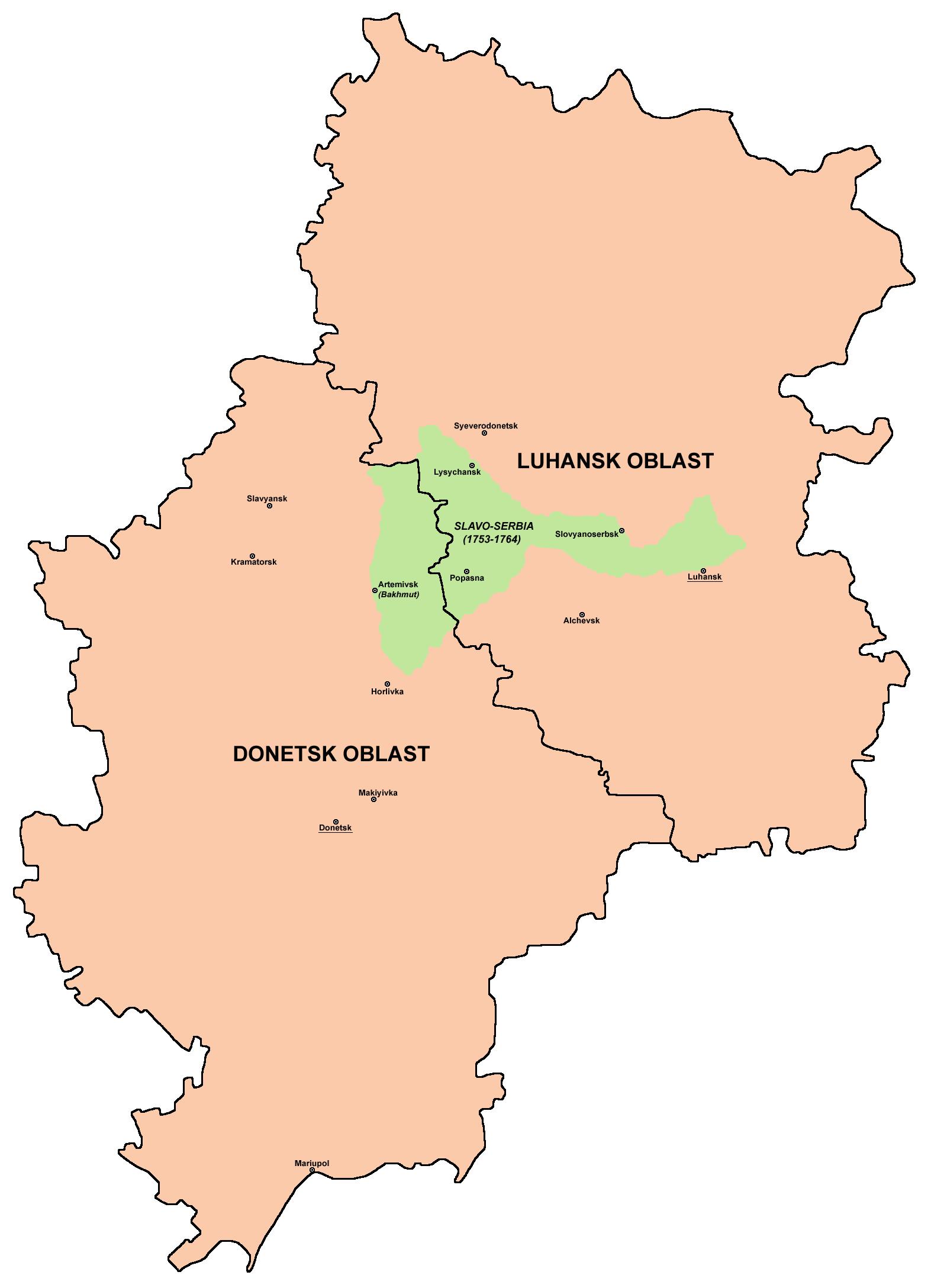
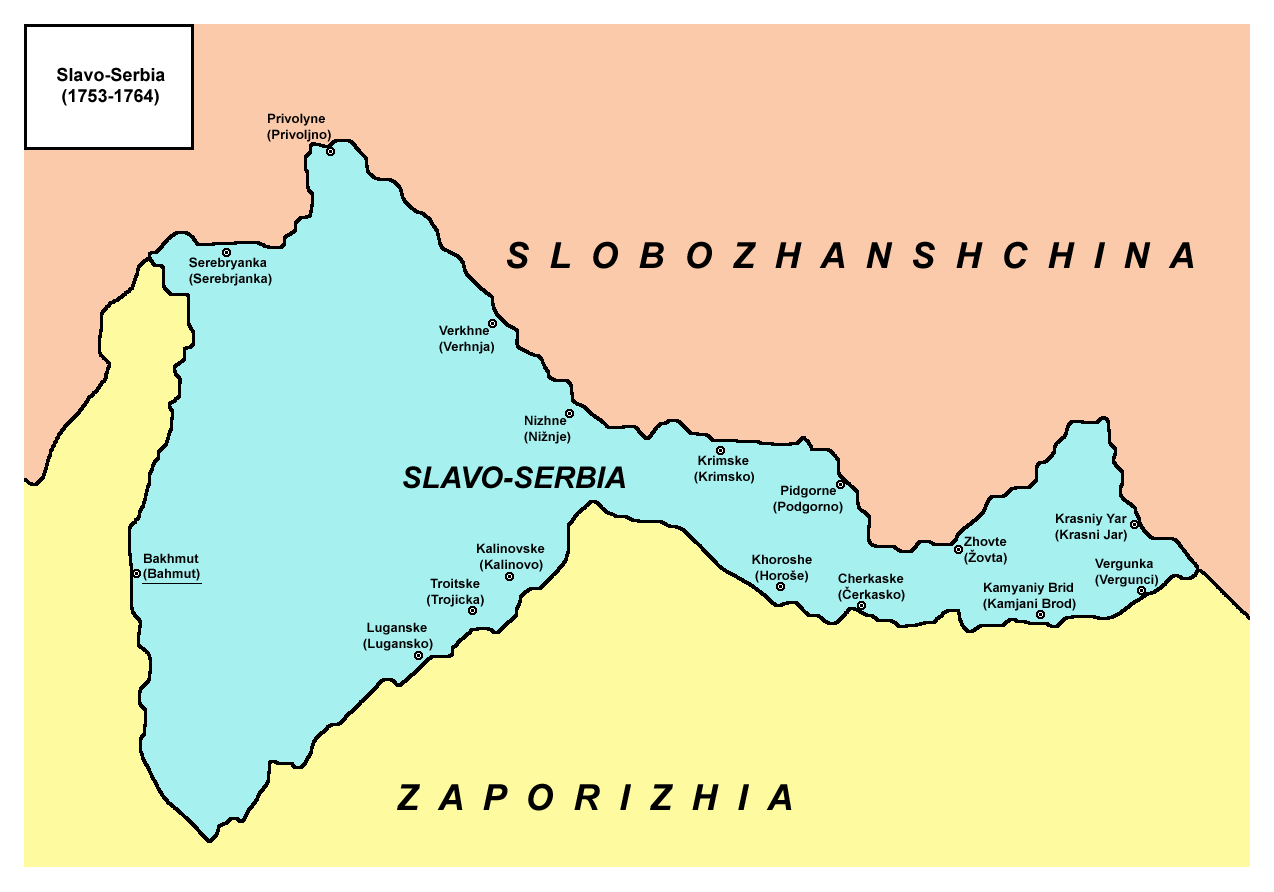